# Vlagyimir Mihajlovics Szmirnov
Vlagyimir Mihajlovics Szmirnov, oroszul Владимир Михайлович Смирнов, (Scsucsinszk, Kazahsztán, 1964. március 7. –) orosz származású szovjet, majd kazahsztáni sífutó aki megnyerte a férfi sífutó világkupát az 1990/1991-es szezonban a Szovjetunió, majd az 1993/1994-es szezonban Kazahsztán színeiben. 1991-ben áttelepedett Svédországba és néhány év megszakítással, amikor is a Scania Central Asia ügyvezető igazgatója volt Kazahsztánban, azóta is Sundsvallban él.

## Sportkarrierje
Szmirnov 1982. december 18-án debütált a sífutó világkupán Davosban a 15 km-es versenyen, ahol a 17. helyen végzett. Az első világkupa győzelmét 1986-ban Kavgolovóban (Szovjetunió) aratta. Összesen 29 sífutó világkupa futamot nyert, 22 alkalommal a második és 15 alkalommal a harmadik helyen végzett. Amikor megnyerte az 1993/1994-es világkupát, hét futamban végzett az első helyen a szezonban.
Amikor Lillehammerben az 1994-es téli olimpián aranyat szerzett az 50 kilométeren, ez volt Kazahsztán első olimpiai aranya. Emellett még van négy olimpiai ezüst- és a két olimpiai bronzérme. Az északisí-világbajnokság keretében az 1995-ös Thunder Bay-i versenyeken szerepelt a legjobban, amikor 3 arany és 1 bronzérmet nyert. Az 1995. évi világbajnoki négy érme mellett van még egy aranyérme az 1989. évi világbajnokságról Lahtiból valamint 4 világbajnoki ezüst és 2 világbajnoki bronzérme.
Az 1993-1998 években a Stockviks SF egyesület tagjaként, 12 egyéni svéd sífutó bajnokságot nyert. Ez a dominancia felvette a kérdést a svéd síszövetségben, hogy nem svéd állampolgárok részt vehessenek svéd bajnokságon vagy sem.
1994-ben megkapta a norvég Holmenkollen érmet, Ljubov Jegorova sífutónővel és Espen Bredesen síugróval közösen.
Szmirnovot 1998-ban a naganói olimpián beválasztották a NOB sportolói bizottságába és a NOB tagja volt 2000 és 2002 között. 2005-2006 között mint helyettes race director működött az IBU (Nemzetközi biatlon szövetség) keretében, és 2006-ban az IBU kongresszuson alelnöknek választották meg.

## Mint vállalkozó
2014-ben Kazahsztán legnagyobb mobil szolgáltatójának, a Kcell-nek, az igazgató tanácsába választották. Ezenkívül az igazgatóság Fenntarthatósági bizottságának elnöke is.
Ő lett 2014 augusztusától a kazahsztáni Corporate Fund Presidential Professional Sport Club "ASTANA" főigazgatója.
Az AIM Sweden AB, 3D Additive Innovation and Manufacturing, 2016-ban beválasztotta az igazgató tanácsába.

## Fordítás
Ez a szócikk részben vagy egészben  a   Vladimir Smirnov című svéd Wikipédia-szócikk fordításán alapul.  Az eredeti cikk szerkesztőit annak laptörténete sorolja fel. Ez a jelzés csupán a megfogalmazás eredetét és a szerzői jogokat jelzi, nem szolgál a cikkben szereplő információk forrásmegjelöléseként.